# Vliegveld Axel
Vliegveld Axel is een klein vliegveld dat ligt bij Axel in Zeeuws-Vlaanderen.
Er kunnen alleen zweefvliegtuigen, ultralichte en lichte vliegtuigen landen. Het terrein waar het vliegveld op ligt, heet de Smitsschorre. Het vliegveld is de thuisbasis van zweefvliegvereniging EZAC.